# Championnats du monde de triathlon 2015
Navigation
Édition précédente Édition suivante
Les championnats du monde de triathlon 2015 sont composés d'une série de dix courses organisées par la Fédération internationale de triathlon (ITU) dont une grande finale qui se déroule cette année à Chicago et qui porte le nom de Séries mondiales de triathlon (World Triathlon Series - WTS). Ces épreuves comportent aussi bien des courses au format M (distance olympique), soit 1 500 m de natation, 40 km de cyclisme et 10 km de course à pied, qu'au format S (sprint), soit 750 m de natation, 20 km de cyclisme et 5 km de course à pied.

## Calendrier
| Date               | Ville               | Pays             | Distance |
| ------------------ | ------------------- | ---------------- | -------- |
| 6-7 mars           | Abou Dabi           | Abou Dabi        | S        |
| 28-29 mars         | Auckland            | Nouvelle-Zélande | M        |
| 11-12 avril        | Gold Coast          | Australie        | M        |
| 25-26 avril        | Cape Town           | Afrique du Sud   | M        |
| 16-17 mai          | Yokohama            | Japon            | M        |
| 30-31 mai          | Londres             | Royaume-Uni      | S        |
| 18-19 juillet      | Hambourg            | Allemagne        | S        |
| 22-23 aout         | Stockholm           | Suède            | M        |
| 5-6 septembre      | Edmonton            | Canada           | S        |
| 15 au 20 septembre | Grand Final Chicago | États-Unis       | M        |

## Résultats

### Abou Dabi
| Position           | Hommes         | Hommes         | Hommes      | Femmes         | Femmes     | Femmes      |
| Position           | Nom            | Pays           | Temps       | Nom            | Pays       | Temps       |
| ------------------ | -------------- | -------------- | ----------- | -------------- | ---------- | ----------- |
| Médaille d'or      | Mario Mola     | Espagne        | 52 min 32 s | Gwen Jorgensen | États-Unis | 58 min 59 s |
| Médaille d'argent  | Vincent Luis   | France         | 52 min 45 s | Katie Zaferes  | États-Unis | 59 min 15 s |
| Médaille de bronze | Richard Murray | Afrique du Sud | 52 min 50 s | Flora Duffy    | Bermudes   | 59 min 23 s |

### Auckland
| Position           | Hommes            | Hommes      | Hommes          | Femmes         | Femmes           | Femmes          |
| Position           | Nom               | Pays        | Temps           | Nom            | Pays             | Temps           |
| ------------------ | ----------------- | ----------- | --------------- | -------------- | ---------------- | --------------- |
| Médaille d'or      | Jonathan Brownlee | Royaume-Uni | 1 h 55 min 26 s | Gwen Jorgensen | États-Unis       | 2 h 9 min 4 s   |
| Médaille d'argent  | Javier Gómez      | Espagne     | 1 h 55 min 41 s | Katie Zaferes  | États-Unis       | 2 h 10 min 42 s |
| Médaille de bronze | Pierre Le Corre   | France      | 1 h 55 min 52 s | Andrea Hewitt  | Nouvelle-Zélande | 2 h 10 min 58 s |

### Gold Coast
| Position           | Hommes            | Hommes      | Hommes          | Femmes         | Femmes     | Femmes          |
| Position           | Nom               | Pays        | Temps           | Nom            | Pays       | Temps           |
| ------------------ | ----------------- | ----------- | --------------- | -------------- | ---------- | --------------- |
| Médaille d'or      | Jonathan Brownlee | Royaume-Uni | 1 h 46 min 53 s | Gwen Jorgensen | États-Unis | 1 h 56 min 59 s |
| Médaille d'argent  | Mario Mola        | Espagne     | 1 h 47 min 11 s | Sarah True     | États-Unis | 1 h 58 min 17 s |
| Médaille de bronze | Javier Gómez      | Espagne     | 1 h 47 min 21 s | Katie Zaferes  | États-Unis | 1 h 58 min 35 s |

### Le Cap
| Position           | Hommes            | Hommes      | Hommes          | Femmes        | Femmes      | Femmes          |
| Position           | Nom               | Pays        | Temps           | Nom           | Pays        | Temps           |
| ------------------ | ----------------- | ----------- | --------------- | ------------- | ----------- | --------------- |
| Médaille d'or      | Alistair Brownlee | Royaume-Uni | 1 h 39 min 19 s | Vicky Holland | Royaume-Uni | 1 h 49 min 51 s |
| Médaille d'argent  | Javier Gómez      | Espagne     | 1 h 39 min 24 s | Katie Zaferes | États-Unis  | 1 h 49 min 52 s |
| Médaille de bronze | Vincent Luis      | France      | 1 h 39 min 28 s | Nicola Spirig | Suisse      | 1 h 49 min 56 s |

### Yokohama
| Position           | Hommes            | Hommes      | Hommes          | Femmes          | Femmes     | Femmes          |
| Position           | Nom               | Pays        | Temps           | Nom             | Pays       | Temps           |
| ------------------ | ----------------- | ----------- | --------------- | --------------- | ---------- | --------------- |
| Médaille d'or      | Javier Gómez      | Espagne     | 1 h 47 min 0 s  | Gwen Jorgensen  | États-Unis | 1 h 57 min 20 s |
| Médaille d'argent  | Alistair Brownlee | Royaume-Uni | 1 h 47 min 2 s  | Ashleigh Gentle | Australie  | 1 h 58 min 33 s |
| Médaille de bronze | Mario Mola        | Espagne     | 1 h 47 min 20 s | Emma Moffatt    | Australie  | 1 h 59 min 3 s  |

### Londres
| Position           | Hommes            | Hommes      | Hommes      | Femmes         | Femmes     | Femmes      |
| Position           | Nom               | Pays        | Temps       | Nom            | Pays       | Temps       |
| ------------------ | ----------------- | ----------- | ----------- | -------------- | ---------- | ----------- |
| Médaille d'or      | Alistair Brownlee | Royaume-Uni | 50 min 39 s | Gwen Jorgensen | États-Unis | 55 min 46 s |
| Médaille d'argent  | Fernando Alarza   | Espagne     | 50 min 51 s | Katie Zaferes  | États-Unis | 56 min 6 s  |
| Médaille de bronze | Vincent Luis      | France      | 50 min 57 s | Sarah True     | États-Unis | 56 min 7 s  |

### Hambourg
| Position           | Hommes       | Hommes  | Hommes      | Femmes         | Femmes      | Femmes      |
| Position           | Nom          | Pays    | Temps       | Nom            | Pays        | Temps       |
| ------------------ | ------------ | ------- | ----------- | -------------- | ----------- | ----------- |
| Médaille d'or      | Vincent Luis | France  | 51 min 54 s | Gwen Jorgensen | États-Unis  | 57 min 8 s  |
| Médaille d'argent  | Javier Gómez | Espagne | 51 min 58 s | Vicky Holland  | Royaume-Uni | 57 min 13 s |
| Médaille de bronze | Mario Mola   | Espagne | 52 min 20 s | Non Stanford   | Royaume-Uni | 57 min 24 s |

### Stockholm
| Position           | Hommes       | Hommes    | Hommes          | Femmes        | Femmes           | Femmes         |
| Position           | Nom          | Pays      | Temps           | Nom           | Pays             | Temps          |
| ------------------ | ------------ | --------- | --------------- | ------------- | ---------------- | -------------- |
| Médaille d'or      | Javier Gómez | Espagne   | 1 h 49 min 33 s | Sarah True    | États-Unis       | 2 h 1 min 5 s  |
| Médaille d'argent  | João Pereira | Portugal  | 1 h 50 min 18 s | Katie Zaferes | États-Unis       | 2 h 1 min 19 s |
| Médaille de bronze | Aaron Royle  | Australie | 1 h 50 min 26 s | Andrea Hewitt | Nouvelle-Zélande | 2 h 1 min 26 s |

### Edmonton
| Position           | Hommes         | Hommes         | Hommes      | Femmes            | Femmes      | Femmes      |
| Position           | Nom            | Pays           | Temps       | Nom               | Pays        | Temps       |
| ------------------ | -------------- | -------------- | ----------- | ----------------- | ----------- | ----------- |
| Médaille d'or      | Richard Murray | Afrique du Sud | 53 min 19 s | Vicky Holland     | Royaume-Uni | 58 min 55 s |
| Médaille d'argent  | Javier Gómez   | Espagne        | 53 min 23 s | Flora Duffy       | Bermudes    | 59 min 4 s  |
| Médaille de bronze | Mario Mola     | Espagne        | 53 min 34 s | Gillian Backhouse | Australie   | 59 min 10 s |

### Finale: Chicago
| Position           | Hommes         | Hommes         | Hommes          | Femmes         | Femmes      | Femmes          |
| Position           | Nom            | Pays           | Temps           | Nom            | Pays        | Temps           |
| ------------------ | -------------- | -------------- | --------------- | -------------- | ----------- | --------------- |
| Médaille d'or      | Mario Mola     | Espagne        | 1 h 44 min 53 s | Gwen Jorgensen | États-Unis  | 1 h 55 min 36 s |
| Médaille d'argent  | Javier Gómez   | Espagne        | 1 h 44 min 57 s | Non Stanford   | Royaume-Uni | 1 h 56 min 5 s  |
| Médaille de bronze | Richard Murray | Afrique du Sud | 1 h 45 min 35 s | Vicky Holland  | Royaume-Uni | 1 h 56 min 20 s |

## Classements généraux
| Rang               | Nom               | Points |
| ------------------ | ----------------- | ------ |
| Médaille d'or      | Javier Gómez      | 4930   |
| Médaille d'argent  | Mario Mola        | 4795   |
| Médaille de bronze | Vincent Luis      | 4422   |
| 4                  | Richard Murray    | 4317   |
| 5                  | Fernando Alarza   | 3774   |
| 6                  | Ryan Bailie       | 3196   |
| 7                  | Crisanto Grajales | 3005   |
| 8                  | João Pereira      | 2987   |
| 9                  | Aaron Royle       | 2966   |
| 10                 | Pierre Le Corre   | 2702   |

| Rang               | Nom            | Points |
| ------------------ | -------------- | ------ |
| Médaille d'or      | Gwen Jorgensen | 5200   |
| Médaille d'argent  | Andrea Hewitt  | 4081   |
| Médaille de bronze | Sarah True     | 4074   |
| 4                  | Vicky Holland  | 3953   |
| 5                  | Katie Zaferes  | 3885   |
| 6                  | Rachel Klamer  | 3099   |
| 7                  | Flora Duffy    | 3094   |
| 8                  | Non Stanford   | 2890   |
| 9                  | Aileen Reid    | 2721   |
| 10                 | Emma Moffatt   | 2720   |

## Autres

### Championnats du monde U23 (Espoir)
| Rang | Nom                  | Temps           |
| ---- | -------------------- | --------------- |
| 1    | Jacob Birtwhistle    | 1 h 40 min 51 s |
| 2    | David Castro Fajardo | 1 h 41 min 05 s |
| 3    | Nan Oliveras         | 1 h 41 min 15 s |

| Rang | Nom             | Temps           |
| ---- | --------------- | --------------- |
| 1    | Audrey Merle    | 1 h 04 min 35 s |
| 2    | Léonie Périault | 1 h 04 min 35 s |
| 3    | Melanie Santos  | 1 h 04 min 46 s |

### Championnats du monde junior
| Rang | Nom            | Temps       |
| ---- | -------------- | ----------- |
| 1    | Manoel Messias | 51 min 50 s |
| 2    | Peer Sönksen   | 51 min 51 s |
| 3    | Léo Bergère    | 52 min 01 s |

| Rang | Nom             | Temps       |
| ---- | --------------- | ----------- |
| 1    | Laura Lindemann | 57 min 28 s |
| 2    | Taylor Knibb    | 58 min 14 s |
| 3    | Lotte Miller    | 58 min 39 s |